# Baarmoedermelk
Baarmoedermelk wordt gevormd door baarmoederslijmvliesklieren. Het zijn buisvormige klieren bekleed met trilharen en omzoomd door een eenvoudig kolomvormig epitheel, voorkomend in de functionele laag van het baarmoederslijmvlies. Hun uiterlijk varieert tijdens de menstruatiecyclus. Tijdens de proliferatieve fase lijken de baarmoederslijmvliesklieren lang vanwege de oestrogeenuitscheiding door de eierstokken. Tijdens de uitscheidingsfase worden de baarmoederslijmvliesklieren sterk opgerold met brede vaatholten en produceren ze een glycogeenrijke afscheiding die bekend staat als histotroof of baarmoedermelk. Deze verandering komt overeen met een toename van de bloedstroom naar de spiraalvormige slagaders als gevolg van verhoogde progesteron-uitscheiding uit het corpus luteum. Tijdens de premenstruele fase neemt de progesteronuitscheiding af naarmate het corpus luteum degenereert, wat resulteert in een verminderde bloedtoevoer naar de spiraalvormige slagaders. De functionele laag van de baarmoeder die de klieren bevat, wordt necrotisch en valt uiteindelijk af tijdens de menstruatie.
In de niet-zwangere baarmoeder zijn de baarmoederslijmvliesklieren klein, maar kort na de innesteling van de blastocyste worden ze vergroot en langwerpig met een gedraaid of golvend uiterlijk.

## Functie
Het oestrogeen geproduceerd in het begin van de zwangerschap stimuleert de baarmoederslijmvliesklieren om een aantal stoffen uit te scheiden als voeding en bescherming voor het embryo en de foetus en aan de extra-embryonale membranen (dooierzakmembraan, amnion, allantois en chorion). Deze afscheidingen staan bekend als histiotroof, histotroof of baarmoedermelk. Belangrijke baarmoedermelkeiwitten zijn glycodelin-A en osteopontine.
Sommige uitscheidingsstoffen uit de baarmoederslijmvliesklieren worden tijdens de zwangerschap opgenomen door de secundaire dooierzak die de exocoelomische holte bekleedt en kunnen daardoor helpen bij het verschaffen van voeding aan de foetus.

## Uitscheidingsstoffen
| Proteïnen, glycoproteïnen en peptiden |
| Matrix-geassocieerd:                  |
| Fibronectine                          |
| Laminine                              |
| Entactine                             |
| Type-IV collageen                     |
| Heparan sulfaat                       |
| Proteoglycaan                         |
| Integrinen                            |
| –                                     |
| Andere:                               |
| Mucinen                               |
| Prolactine                            |
| IGFBP-1                               |
| Glycodeline                           |
| Endometrial protein 15                |
| Albumine                              |
| Beta-Lipoproteïne                     |
| Relaxine                              |
| Fibroblast groeifactor 1              |
| Fibroblast groeifactor 2              |
| Pappalysin-1                          |
| Stress response protein 27 (SRP-27)   |
| CA-125                                |
| Beta-endorphine                       |
| Leu-enkefaline                        |
| Diamine oxidase                       |
| Weefselplasminogeenactivator          |
| Renine                                |
| Progesterone-dependent carboanhydrase |
| Lactoferrine                          |

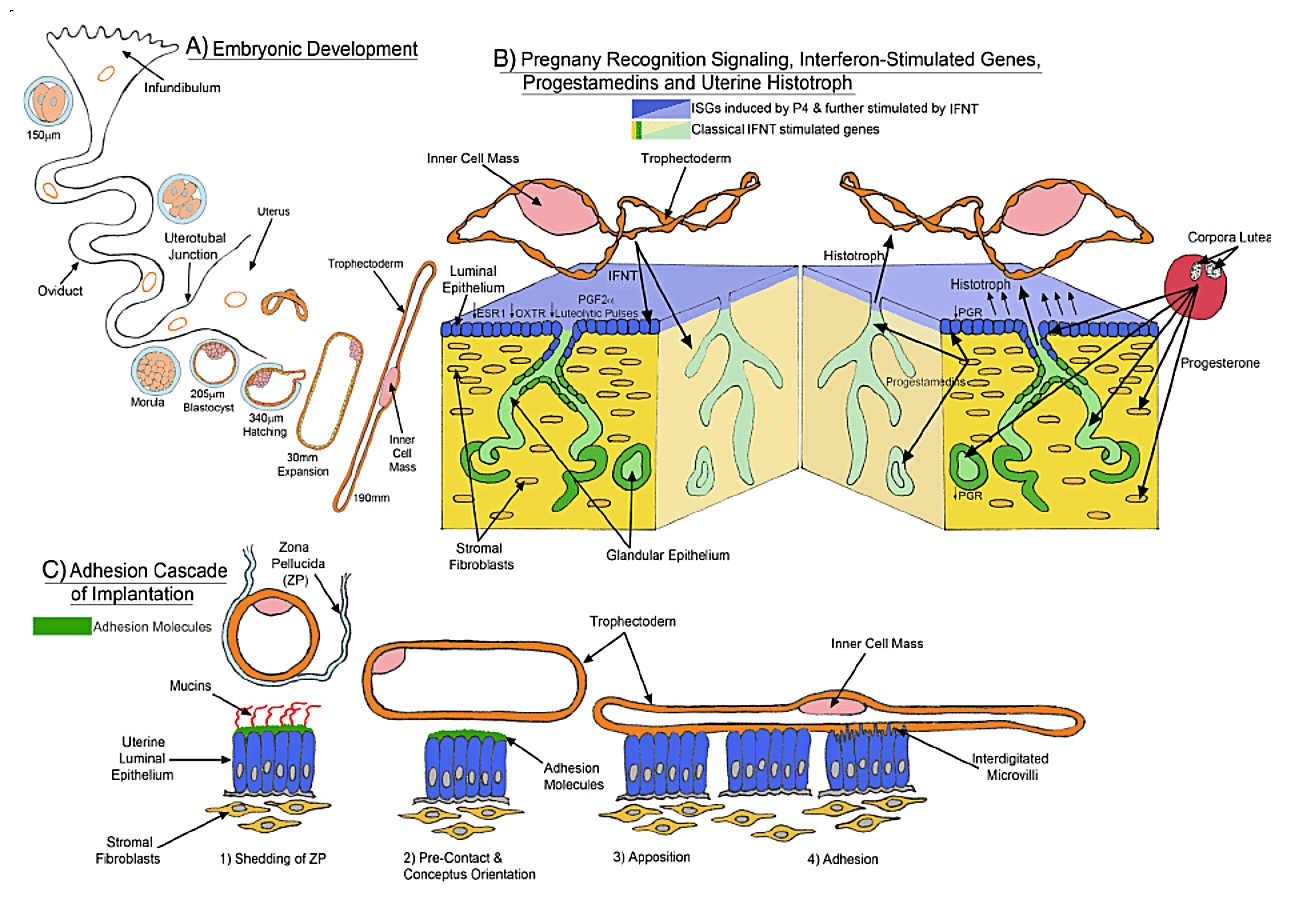
B) Baarmoederslijmvliesklieren en blastocyste
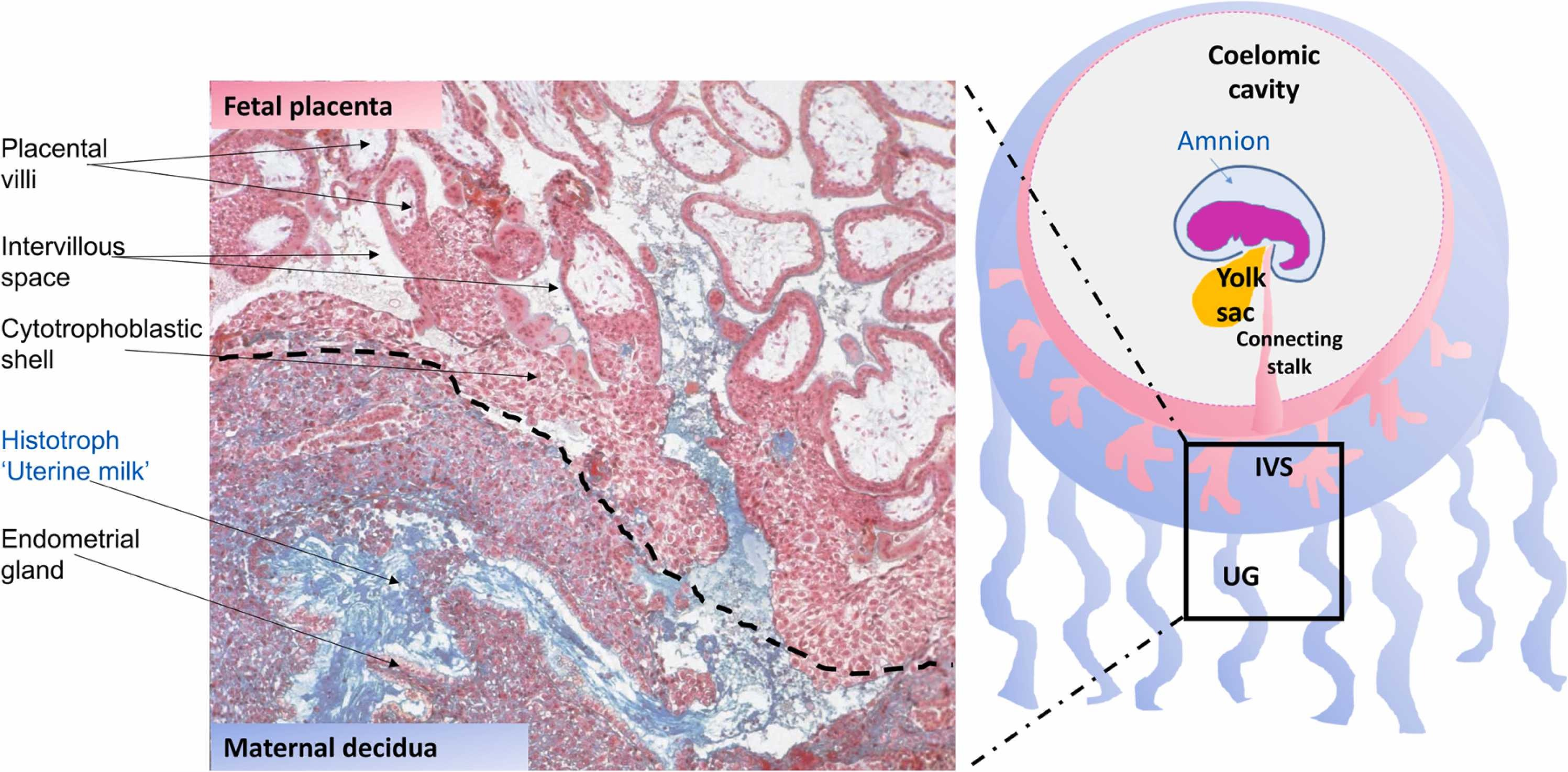
Baarmoedermelk (uterine milk) zichtbaar. IVS=tussenruimte, UG=baarmoederslijmvliesklier.
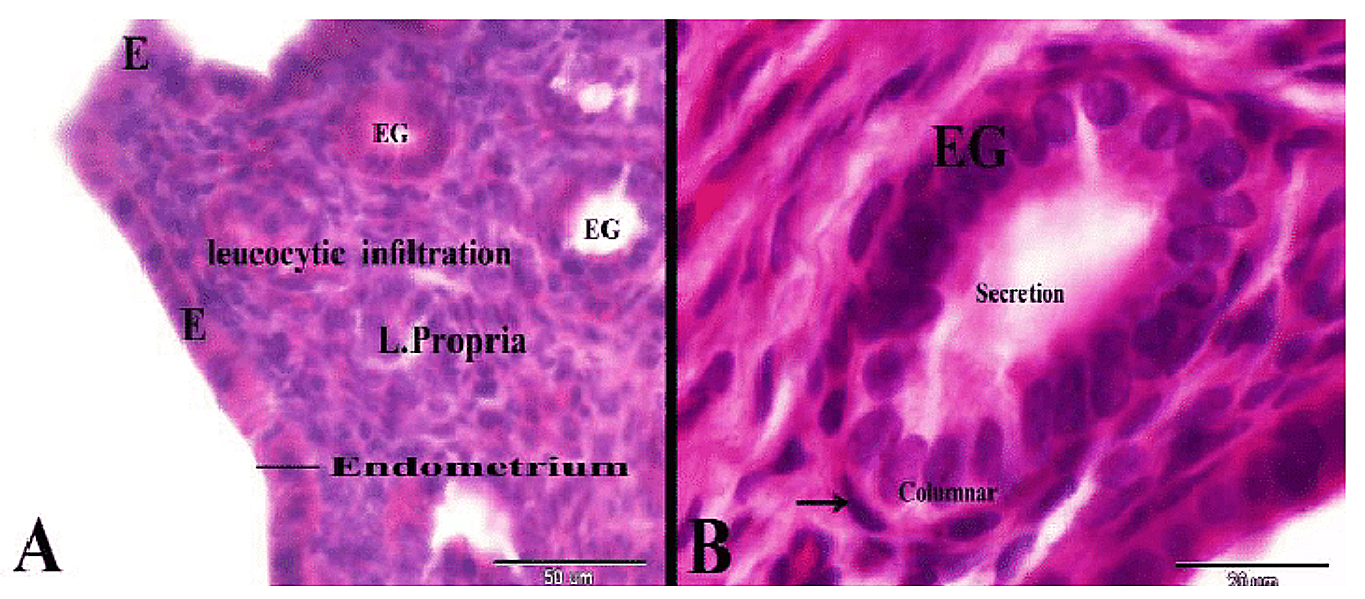
Endometrium van de baarmoeder van het konijn na 14 uur en 3 dagen schijnzwangerschap met baarmoedermelk (secretion)
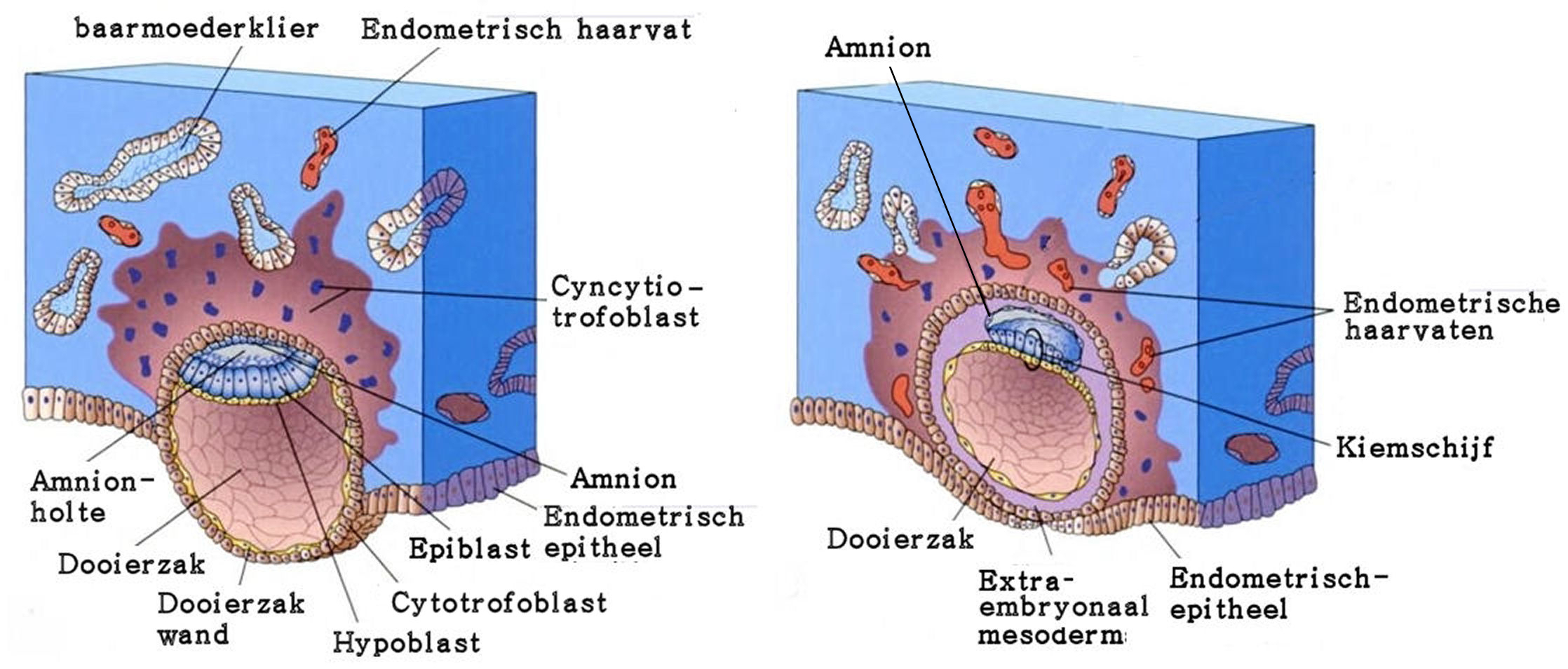
Innesteling